# بخش کورنوول
بخش کورنوول (به انگلیسی: Kurnool district) یکی از بخش‌های سیزده‌گانه ایالت آندرا پرادش هند واقع شده‌است.

## خصوصیات
بخش کورنوول ۱۷٬۶۵۸ کیلومترمربع مساحت و بالغ بر ۴٬۰۴۶٬۶۰۱ نفر جمعیت دارد.